# Јово Капичић
Јован Јово Капичић (Гаета, 2. септембар 1919 — Београд, 9. децембар 2013) био је учесник Народноослободилачке борбе, друштвено-политички радник СР Црне Горе, дипломата и народни херој Југославије.

## Биографија
Рођен је 2. септембра 1919. године у граду Гаети, у Италији, где је тада била велика база избегле Црногорске краљевске војске након Божићне побуне 1919. године, против династије Карађорђевић. Јованов отац Мило Капа дипломирао је теологију и био је професор у Богословији Светог Петра Цетињског, а 1918. црногорски комита и члан Црногорске федералистичке странке. Поред Јова, имао је још двојицу синова — Павла и Влада и кћерку Анку.
Капичић је одрастао на Цетињу, где је завршио основну школу и пет разреда гимназије. У шестом разреду гимназије био је искључен из школе због учешћа у штрајку гимназијалаца. Пошто је искључен без права на редовно школовање у средњим школама, морао је приватно да се припрема. Шести, седми и осми разред гимназије и матуру положио је у Которској гимназији.

### Студије
Веома млад се укључио у омладински револуционарни покрет. Као петнаестогодишњак, 1934. године, је примљен у чланство Савеза комунистичке омладине Југославије (СКОЈ), а две године касније и у чланство Комунистичке партије Југославије (КПЈ). Заједно са Владимиром Роловићем је покушао 1937. године да оде у Шпанију, да се бори у Интернационалним бригадама у Шпанском грађанском рату. Ипак, њихов је покушај осујетила Југословенска краљевска војска, чијом је акцијом заплењен брод којим је требало да се пребаце у Шпанију, а уз то је похапшена и неколицина шпанских добровољаца.
После матурирања, уписао је Медицински факултет у Београду, где је до 1941. године завршио четири семестра. У време двогодишњег студирања био је врло активан у редовима комунистичке омладине и студентског револуционарног покрета. На другој години студија постао је секретар партијске организације Медицинског факултета, а нешто касније секретар Партијског комитета Београдског универзитета. Учествовао је у многим акцијама и демонстрацијама које је организовала КПЈ. Посебно је био запажен у демонстрацијама 14. децембра 1940. године и 27. марта 1941. године. Због свог револуционарног рада неколико пута је хапшен и затваран.
Током студија Капичић се забављао са Даворјанком Пауновић Зденком, која је током рата била лична секретарица Врховног команданта НОВ и ПОЈ Јосипа Броза Тита и његова невенчана супруга.

### Народноослободилачка борба
Априла 1941. године, после капитулације Краљевине Југославије, по задатку Партије, упућен је у Црну Гору где је, јула 1941. године, постао члан Окружног комитета КПЈ за Цетиње. Као члан Окружног комитета, активно је радио на организовању прикупљања оружја, формирању герилских група, јачању организације КПЈ и општим припремама за устанак.
Као један од организатора Тринаестојулског устанка у цетињском крају, и члан Окружног комитета КПЈ, имао је видног успеха у дизању и развоју устанка, као и у његовом поновном оживљавању крајем лета и у јесен 1941. године. Као члан Окружног комитета, новембра 1941. године, изабран је за политичког комесара Ловћенског батаљона, који је послат у Санџак. С овом јединицом учествовао је у Пљеваљској бици, децембра 1941. године.
Када је, 21. децембра 1941. године у Рудом, формирана Прва пролетерска НОУ бригада, у њен састав је ушао и Ловћенски батаљон. Капичић је све до октобра 1942. остао је у Првој пролетерској, у којој се као политички комесар Првог црногорског батаљона више пута истакао у Игманском маршу. Најпре је помагао у ношењу оружја, а онда је на леђима носио своје изнемогле и промрзле другове; а фебруара 1942, заједно са командантом батаљона Пером Ћетковићем, прешао је хладну и брзу реку Неретву. Нарочито се истакао у борбама с четницима на сектору Мојковца и Колашина.
У борби на Дурмитору, 3. јуна 1942. године, међу првима је упао међу неколико стотина четника, што је изазвало панику у њиховим редовима и батаљону омогућило да без губитака изврши задатак. За овај подвиг похваљен је од Врховног команданта НОП и ДВЈ Јосипа Броза Тита. Био је међу бомбашима у борбама за Коњиц и Ливно, а октобра 1942. године постављен је за заменика политичког комесара Друге далматинске ударне бригаде, с којом се истакао у борбама током Четврте и Пете непријатељске офанзиве. Годину касније постао је политички комесар Треће ударне дивизије, а крајем 1944. године и политкомесар Дванаестог војвођанског корпуса НОВЈ.

### Послератни период
После ослобођења Југославије, 1945. године, обављао је високе дужности у ресору министарстава унутрашњих и иностраних послова. Био је министар унутрашњих послова у првој Влади Народне Републике Црне Горе, помоћник министра унутрашњих послова ФНРЈ Александра Ранковића, а потом амбасадор ФНР Југославије у НР Мађарској (1956—1960) и Шведској (1961—1964), и на крају помоћник Савезног секретара за информисање СФРЈ у Савезном извршном већу (СИВ).
Као пуковник Одељења за заштиту народа (ОЗН), почетком 1946. године је из Вишеграда координирао операцијом хапшења Драже Михаиловића, а потом је био упућен у Црну Гору, где је као министар унутрашњих послова, решио питање око 650 тадашњих одметника.
Био је члан Централног комитета Савеза комуниста Црне Горе и члан Централне ревизионе комисије Централног комитета Савеза комуниста Југославије. Биран је за делегата за Пети, Шести, Седми и Осми конгрес СКЈ. Био је члан Председништва Савезне конференције Социјалистичког савеза радног народа Југославије (ССРНЈ) и члан Савета федерације. Имао је чин резервног генерал-мајора ЈНА.
У време распада Југославије, био је противник политике Слободана Милошевића, а касније се ангажовао у политичкој борби за независност Црне Горе. Године 2010. Тамара Никчевић је издала књигу Голи отоци Јова Капичића, која представља обиман интервју с Јовом Капичићем, у којем он прича о свом животу.
Био је у браку са Миленом Капичић, рођеном Ћетковић (1920—2000), борцем-болничарком бригадног санитета Друге далматинске ударне бригаде, с којом се венчао 1944. године. Њихов син Драган је бивши кошаркаш и председник Кошаркашког савеза Србије (КСС), а унук Стефан глумац.
Преминуо је 9. децембра 2013. у Београду у 94. години живота. Сахрањен је на Новом градском гробљу на Цетињу.
Носилац је Партизанске споменице 1941. и више других југословенских одликовања, међу којима су — Орден југословенске заставе са лентом, Орден Републике са златним венцем, Орден партизанске звезде са златним венцем, Орден заслуга за народ са златном звездом, Орден братства и јединства са златним венцем, Орден партизанске звезде са сребрним венцем и Орден за храброст. Од иностраних одликовања, истиче се Орден Поларне звезде Краљевине Шведске. Орденом народног хероја одликован је 10. јула 1950. године.

## Галерија
- Јово Капичић и Радован Вукановић
- Јово Капичић (у средини) као политкомесар Дванаестог војвођанског корпуса
- Капичић, шести сдесна, и руководство УДБЕ са Титом, у Београду 1951.
- Партизанска споменица 1941.
- Орден народног хероја